# Arthur Antony Duff
Sir Arthur Antony Duff GCMG, CVO, DSO, DSC, PC (* 25. Februar 1920; † 13. August 2000) war ein britischer Diplomat.

## Leben
Arthur Antony Duff war der Sohn von Admiral Sir Arthur Duff. Er studierte ab 1933 am Royal Naval College in Dartmouth. Im Zweiten Weltkrieg kommandierte er die Stubborn. Diese schleppte 1943 ein U-Boot der X-Klasse zur Tirpitz, wofür Duff am 11. April 1944 mit dem DSO ausgezeichnet wurde. 1944 heiratete er Polly Sword.
Nach 1945 diente er in Kairo, ab 1954 in Paris und ab 1960 in Bonn. Von 1963 bis 1966 war er Botschafter in Katmandu.
Von 1969 bis 1972 war er Hochkommissar in Kuala Lumpur und von 1972 bis 1975 Hochkommissar in Nairobi, Kenia.
Von 1979 bis 1980 diente er im Büro des Vize-Gouverneurs von Südrhodesien, Christopher Soames, wo er Verhandlungen um die Unabhängigkeit von Rhodesien führte. 1980 ließ Margaret Thatcher ihn nicht in den Ruhestand versetzen, sondern bot ihm den
Posten des Geheimdienstkoordinators in ihrer Regierung an. 1983 erhielt er den Vorsitz im Joint Intelligence Committee, einem Gremium, dessen Aufgaben neu gestaltet wurden, nachdem eine von Oliver Baron Franks geleitete Kommission zum Verhalten im Falklandkrieg dies gefordert hatte. Von 1985 bis 1987 leitete er den Security Service.
Nach seiner Pensionierung arbeitete er als Freiwilliger in einem Zentrum für Obdachlose und war Vorstandsmitglied des Homeless-Netzwerks in London.
| Vorgänger              | Amt                                       | Nachfolger                  |
| ---------------------- | ----------------------------------------- | --------------------------- |
| Guy Hamilton Clarke    | Britischer Botschafter in Nepal 1963–1966 | Arthur R. H. Kellas         |
| Charles Michael Walker | Hochkommissar in Malaysia 1969–1972       | John Baines Johnston        |
| Eric George Norris     | Hochkommissar in Kenia 1972–1975          | Stanley James Gunn Fingland |
| John Jones             | Director General of MI5 1985–1987         | Patrick Walker              |